# Catalunya Escacs Club
El Catalunya Escacs Club és una entitat esportiva del districte Sants-Montjuïc de Barcelona. Fundat el 1975, anualment organitza l'Obert Internacional de Sants, el torneig d'escacs amb més participació de l'Estat espanyol (més de 600 jugadors en alguna ocasió). Té més d'un centenar de socis. L'actual president és David Vigo Allepuz.
El 2014 va guanyar el Club Escacs Sant Martí en el play-off d'ascens a la Divisió d'Honor de la Lliga Catalana d'Escacs, però perdé la categoria l'any següent per tenir pitjor desempat enfront del Foment Martinenc i la Unió Escacs Montcada.
El març de 2017 fou campió de la primera divisió grup B de la Lliga Catalana d'Escacs i amb aquest resultat aconseguí l'ascens directe per jugar a la Divisió d'Honor del 2018.